# Arnold Schröer
Michael Martin Arnold Schröer (* 10. November 1857 in Preßburg; † 5. Oktober 1935 in Köln) war ein österreichisch-deutscher Anglist und Hochschullehrer, der zwischen 1922 und 1923 auch Rektor der Universität zu Köln war.

## Leben

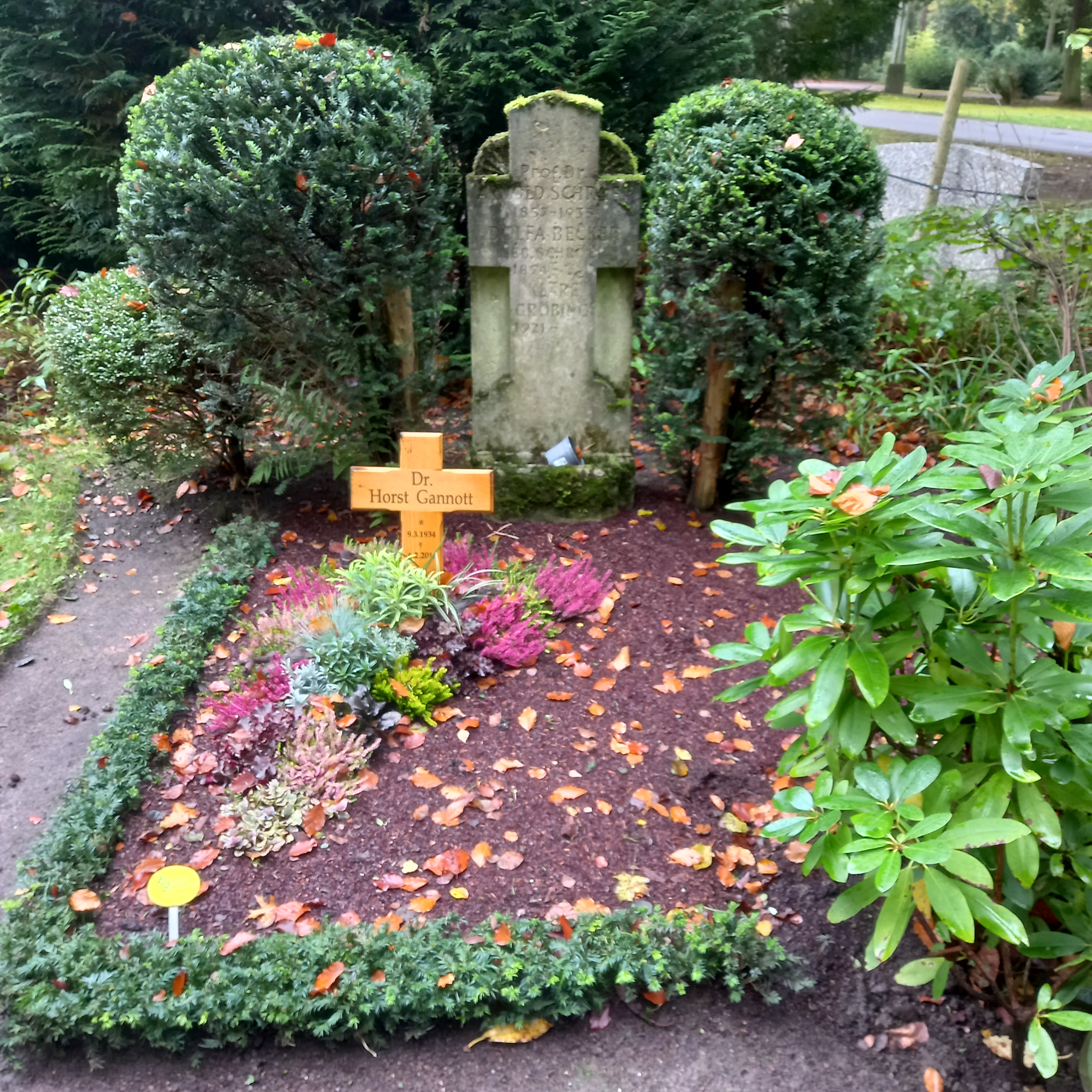
Das Grab von Arnold Schröer auf dem Südfriedhof (Köln)

Nach dem Schulbesuch studierte Schröer, Sohn des Professors für Literaturgeschichte Karl Julius Schröer, englische Philologie an der Universität Wien, wo er seit 1875 der Wiener akademischen Burschenschaft Silesia angehörte, Friedrich-Wilhelms-Universität zu Berlin sowie der Universität Straßburg und legte 1879 seine Promotion zum Doktor der Philosophie ab. Nach seiner Habilitation 1882 an der Universität Wien nahm er 1884 den Ruf auf eine Professur an der Handelsakademie Wien an. 1886 übernahm er eine Professur an der Albert-Ludwigs-Universität Freiburg und lehrte dort bis 1900.
Anschließend war er bis 1919 Professor an der Handelshochschule Köln und gab 1911 eine überarbeitete und erweiterte Neuauflage eines zweibändigen Wörterbuchs mit dem Titel Englisch-deutsches und deutsch-englisches Wörterbuch heraus. 1919 übernimmt er den Lehrstuhl für englische Philologie an der aus der Handelshochschule Köln hervorgegangenen, neugegründeten Universität zu Köln und lehrte an dieser bis zu seiner Emeritierung 1926. Zugleich war er zwischen 1922 und 1923 Rektor der Universität zu Köln und hielt dabei eine Rektoratsrede mit dem Titel „Über die Sprache als Kunst und die Weltmacht-Stellung der Engländer“.

## Veröffentlichungen
- Grundzüge und Haupttypen der englischen Literaturgeschichte, 1900
- Neuenglische Elementargrammatik, 1909
- Englisch-deutsches und deutsch-englisches Wörterbuch, 2 Bände, 1911
- Neuenglisches Aussprachenwörterbuch, 1913
- Aus der Frühzeit der englischen Philologie. I. Persönliche Erinnerungen und Eindrücke, in: Germanisch Romanische Monatsschrift 15 (1925), S. 32–51